# Hou Hsiao-Hsien

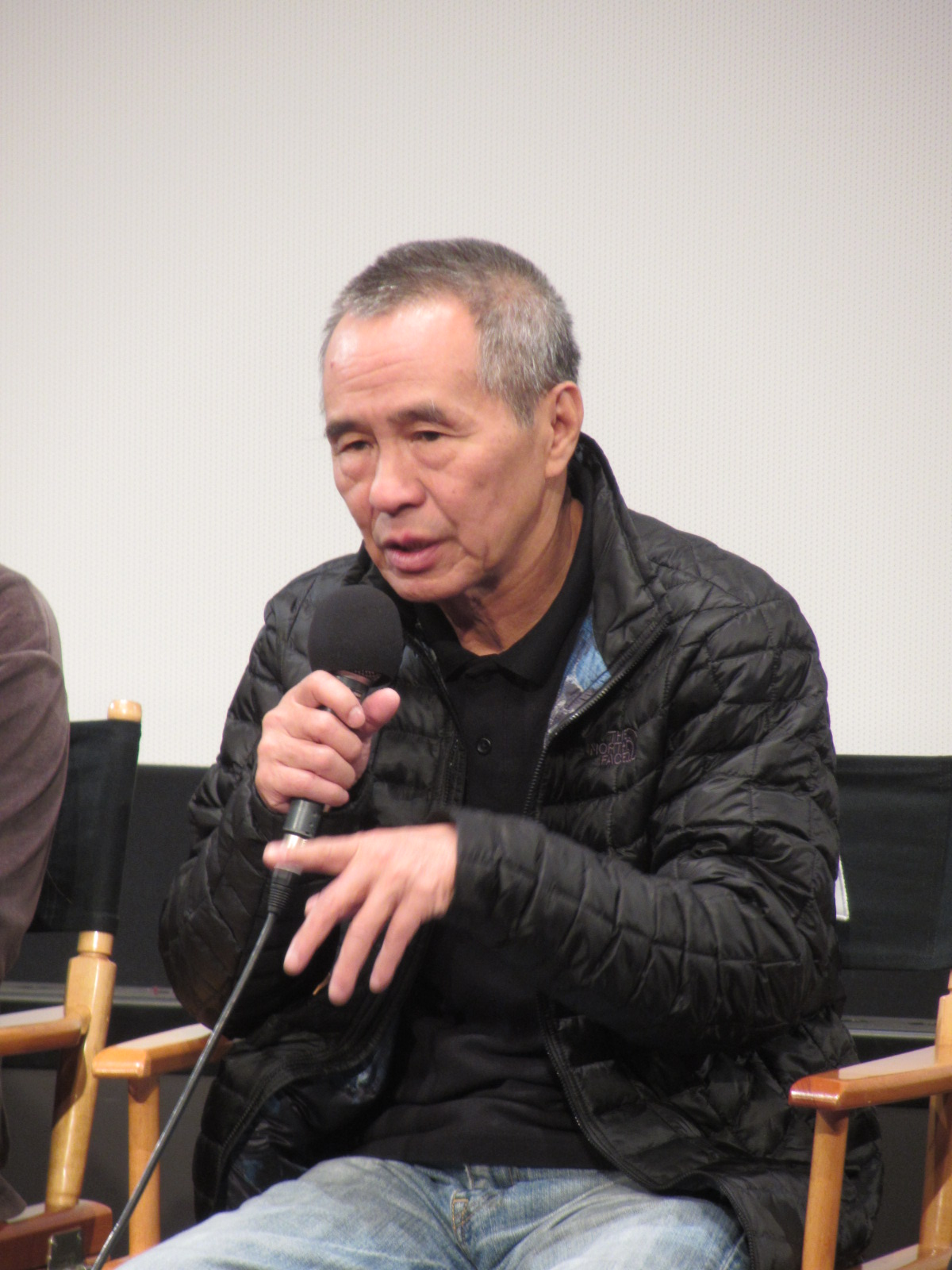
Hou Hsiao-Hsien (2015)

Hou Hsiao-Hsien (chinesisch 侯孝賢 / 侯孝贤, Pinyin Hóu Xiàoxián, Jyutping Hau4 Haau3jin4, Pe̍h-ōe-jī Hâu Hàu-hiân; * 8. April 1947 in Meixian, Republik China) ist ein taiwanischer Filmregisseur, Drehbuchautor, Filmschauspieler und Filmproduzent. Weitere Namen, unter denen er bekannt ist, sind Xiao Xian Hou, Xiao-Xian Hou und Hou Hao Yin.
Er war sechsmal für die Goldene Palme nominiert. Neben einem Goldenen Löwen und zwei FIPRESCI-Preisen durfte er 2005 den Akira Kurosawa Award in Empfang nehmen. Hou Hsiao-Hsien erhielt 2007 den Ehrenleoparden des Filmfestivals von Locarno für sein Lebenswerk. Bei den 68. Internationalen Filmfestspielen von Cannes 2015 erhielt Hou Hsiao-Hsien den Preis für die beste Regie für das Kampfkunst-Epos The Assassin.

## Leben und Werk
Gemeinsam mit Edward Yang gehört er zu den führenden Vertretern der so genannten taiwanischen Nouvelle Vague.
Er wurde in Meixian in der südchinesischen Stadt Meizhou in Guangdong geboren, vor der Machtübernahme durch die Kommunistische Partei unter der Führung von Mao. 1948 wanderte seine Familie mit ihm nach Taiwan aus. Er gehört der Volksgruppe der Hakka an. Hou studierte an der National Taiwan Academy of the Arts. Nach seinem Schulabschluss im Jahre 1965 ging er drei Jahre zur Armee. Seine häufigen Kinobesuche weckten in ihm den Wunsch selbst Filme zu drehen.
Er wuchs mit Filmen aus Hollywood und Hongkong auf und lernte erst später Ozus Werk kennen.
Seine ersten Filme entstammten populären Genres und entstanden noch innerhalb der kommerziellen taiwanischen Filmindustrie. Mit seinem Beitrag zu dem Episodenfilm The Sandwich Man wandte er sich persönlicheren Stoffen zu. Damit ging eine Suche nach einem dezidiert taiwanischen Stil einher. Die folgenden Filme behandelten hauptsächlich das Landleben und waren bereits auf zahlreichen kleineren Festivals auf der ganzen Welt zu sehen. Der internationale Durchbruch gelang ihm mit Eine Stadt der Traurigkeit, der auf dem Filmfestival Venedig im Jahr 1989 den Goldenen Löwen gewann. Dieses Werk war der erste Teil einer Trilogie, die sich mit der taiwanischen Geschichte beschäftigt – die weiteren Filme dieser Reihe sind Der Meister des Puppenspiels und Good Men, Good Women. Im weiteren Verlauf seiner Karriere setzte sich Hou vermehrt mit der urbanen Gegenwart Taiwans auseinander, in Filmen wie Goodbye South, Goodbye oder Millennium Mambo. Außerdem produzierte er in den letzten Jahren erstmals zwei Filme außerhalb Taiwans. Kōhi Jikō (Café Lumière) entstand 2003 in Japan als Tribut an den Regisseur Yasujiro Ozu. 2007 folgte die französische Produktion Der Flug des roten Ballons mit Juliette Binoche in der Hauptrolle.
Häufige Kooperationspartner sind Mark Lee Ping-Bin (李屏賓) an der Kamera, Chu Tien-Wen (朱天文) als Autorin und Li Tianlu (李天祿) als Darsteller. Als Fürsprecher hervorgetan haben sich vor allem Village Voice und die Film Society of Lincoln Center mit einer Retrospektive 1999. Das Babylon in Berlin-Mitte brachte seine handlungsarmen, dabei doch elliptisch schwierigen Werke und ihn persönlich nach Deutschland, von wo er wegen der Trauerfeier für Edward Yang vorzeitig abreiste. Die Cahiers du cinéma kennen ihn auch einprägsam als „HHH“. Dennoch sind viele Filme im deutschsprachigen Raum derzeit nicht erhältlich, geschweige denn im Fernsehen zu sehen. Eine Stadt der Traurigkeit rührte an einem Tabuthema, dem Zwischenfall vom 28. Februar, aus einem Land, wo „nationale Identität ein permanentes Fragezeichen ist“ (Kent Jones).
Neben der Abkehr von der Hollywooddramaturgie oder überhaupt jeder Dramaturgie werden seine Stärken insbesondere in der Mise-en-scène und der Cadrage bei langen Takes erkannt. Die späten Filme buhlen nicht um das Verständnis des Zuschauers und liefern kaum Orientierung, dafür Stoff fürs Denken. Bei einem nach keiner Dimension eingegrenzten Objektraum, einer offenen Form der Welt zwischen Auftritten und Abgängen und filmsprachlich leeren Zeichen wirken seine Szenen oft wie aus der Realität herausgeschnitten. Mit dem durchgängig in Gelbtöne getauchten, labyrinthischen Die Blumen von Shanghai ohne Schnitte und Eine Stadt der Traurigkeit ohne Nahaufnahmen neigt er in seinem Œuvre selbstbeschränkend dem Minimalismus zu. Three Times fällt durch auch werkübergreifende motivische Konstruktion auf. In intimen Innenräumen und oft zu Klavierbegleitung ist in den jüngeren Filmen mehr Farbigkeit auszumachen. Das Lexikon des Internationalen Films spricht vom „strengen Stil“, Kent Jones vom Ästhetizismus, J. Hoberman von einer „Neugeburt des Kinos selbst“.

„Doch gibt es hier ausgesprochen artifizielle Fahrten, mit denen der szenische Raum in diskrete Einheiten gegliedert wird – Kamerabewegungen also, in denen die konventionelle Begleitung der Bewegung der Figur keine Rolle spielt. […] Die Neukadrierung des Bildes durch die Bewegungen der Kamera stellen Entdeckungsfahrten im Raum dar […] Daneben gibt es nun strenge Achsensprünge […] es gibt keine Szenenauflösungen wie im westlichen Kino“

Fergus Daly schlug 2001 vier prosaische Formeln vor, die seine Ästhetik umreißen könnten:
1. Das historische Gedächtnis ist unpersönlich.
2. Meine Erfahrungen gehören nicht mir.
3. Der Kern der Aufnahme treibt immerfort aus dem Bereich.
4. Wir sind Anhäufungen von Zeichen und Affekten, die Form vom Licht bekommen.

„Kohi Jikou war […] ein Bilderbogen von ausgesuchter Genauigkeit: statische Einstellungen, von extremer Nüchternheit. Das Leben, nichts anderes steht im Zentrum von Hous beiläufigem Erzählen. […] ‚Im Kino schlafen, heißt, dem Film vertrauen.‘ hat mal einer treffend gesagt.“

„Hou Hsiao-Hsien ist ein gutes Beispiel für jemanden, der sich quasi seine eigene Filmsprache erfunden hat. […] Im Wesentlichen hat er aufgehört, manipulativ zu sein. Er ist beobachtend geworden. Er gibt dem Publikum alle Informationen, die es benötigt, aber sehr minimal. Er hat weggenommen und weggenommen und wieder weggenommen, bis zu dem Punkt, dass gerade noch genug daran ist, die wesentlichen Punkte zu kommunizieren.“

2015 wurde er in die Jury der 72. Internationalen Filmfestspiele von Venedig berufen.

## Filmografie (Auswahl)

### Als Regisseur
- 1980 – Cute Girl / Loveable You (就是溜溜的她,  Jiushi liuliu de ta)
- 1981 – Cheerful Wind / Play While You Play (風兒踢踏踩,  Feng'er ti ta cai)
- 1982 – Green Green Grass of Home (在那河畔青草青,  Zài nà hépàn de cǎoqīng)
- 1983 – Die fernen Tage meiner Kindheit – The Boys from Fengkuei / All the Youthful Day / The Man from Fengkuei (風櫃來的人,  Fēngguì lái de rén)
- 1983 – The Sandwich Man / The Taste of Apples (兒子的大玩偶,  Érzi de dàwán'ǒu)
- 1984 – Große Ferien – A Summer at Grandpa’s (冬冬的假期,  Dōngōng de jiàqī)
- 1985 – Geschichten einer fernen Kindheit – A Time to Live, a Time to Die (童年往事,  Tóngnián wǎngshì)
- 1986 – Liebe wie Staub im Wind – Dust in the Wind (戀戀風塵,  Liànliàn fēngchén)
- 1987 – Daughter of the Nile (尼羅河女兒,  Níluóhé nǚ'ér)
- 1989 – Eine Stadt der Traurigkeit (悲情城市,  Bēiqíng chéngshì)
- 1993 – Der Meister des Puppenspiels – The Puppet Master (戲夢人生,  Xìmèng rénshēng)
- 1995 – Good Men, Good Women (好男好女,  Hǎonán hǎonǚ)
- 1996 – Goodbye South, Goodbye (南國再見,南國,  Nánguó zàijiàn, Nánguó)
- 1998 – Die Blumen von Shanghai (海上花,  Hāishànghuā)
- 2001 – Millennium Mambo (千禧曼波,  Qiānxǐ mànbō)
- 2003 – Café Lumière / Coffee Jikou (jap. 珈琲時光 kana コーヒーじこう Kōhi Jikō, chin. 咖啡時光,  Kāfēi shíguāng) … Originalton Japanisch
- 2005 – Three Times (最好的時光,  Zuìhǎo de shíguāng)
- 2007 – Der Flug des roten Ballons
- 2015 – The Assassin (刺客聶隱娘,  Cìkè Niè Yǐnniáng)

### Als Drehbuchautor
- 1979 – Lotus in Fall (秋蓮,  Qiū lián)
- 1979 – Good Morning, Taipei (早安台北,  Zǎo'ān Táiběi)
- 1981 – Cheerful Wind (風兒踢踏踩,  Fēng'er tītàcǎi)
- 1982 – Six Is Company (俏如彩蠂飛飛飛,  Qiào rú cǎidié fēifēifēi)
- 1982 – Green Green Grass of Home (在那河畔青草青,  Zài nà hépàn de cǎoqīng)
- 1983 – Ah Fei – You ma tsai zai (油麻菜籽,  Yóumá càizǐ)
- 1984 – Große Ferien – A Summer at Grandpa’s (冬冬的假期,  Dōngōng de jiàqī)
- 1985 – Growing Up (小畢的故事,  Xiǎobì de gùshì)
- 1985 – My Favorite Season (最想念的季節,  Zuì xiǎngniàn de jìjié)
- 1985 – Geschichten einer fernen Kindheit – A Time to Live, a Time to Die (童年往事,  Tóngnián wǎngshì)
- 1985 – Taipei Story (青梅竹馬,  Qīngméi zhúmǎ)
- 1995 – Heartbreak Island (去年冬天,  Qùnián dōngtiān)
- 2003 – Café Lumière / Coffee Jikou (jap. 珈琲時光 kana コーヒーじこう Kōhi Jikō, chin. 咖啡時光,  Kāfēi shíguāng) … Originalton Japanisch
- 2005 – Three Times (最好的時光,  Zuìhǎo de shíguāng)
- 2007 – Der Flug des roten Ballons

### Als Produzent
- 1985 – Growing Up (小畢的故事,  Xiǎobì de gùshì)

### Als Schauspieler
- 1985 – Taipei Story (青梅竹馬,  Qīngméi zhúmǎ)
- 1986 – Soul (老娘夠騷,  Lǎoniáng gòu sāo)

### Filmdokumentation
- 1997 – HHH – Un Portrait de Hou Hsiao-Hsien (Regie: Olivier Assayas)

## Auszeichnungen (Auswahl)
- 2020: Lebenswerk-Preis der Los Angeles Film Critics Association